# Province d'Udine
La province d'Udine est une ancienne province italienne, située dans la région autonome du Frioul-Vénétie Julienne, abolie le 22 avril 2018, dont la capitale était Udine.

## Géographie
La plus étendue des provinces du Frioul-Vénétie Julienne était située au nord, au centre, au sud et à l'est de la région autonome.
Elle était partagée à 60 % d'une part entre les montagnes des Dolomites frioulanes, des Alpes carniques, des Préalpes et Alpes juliennes, des collines occidentales et orientales du Frioul et d'autre part à 40 % la plaine du Frioul. Le fleuve Tagliamento la séparait de la province voisine de Pordenone.
Elle était limitrophe au nord de la Carinthie autrichienne, à l'ouest des provinces vénètes de Belluno et de Venise et de la province frioulane de Pordenone, au sud de la mer Adriatique, à l'est de la province frioulane de Gorizia et de la Slovénie.

## Histoire
Après sa dissolution, la province est remplacée par une union territoriale intercommunale, puis par l'organisme de décentralisation régionale d'Udine le 1er juillet 2020.

## Nature
- Deux parcs naturels régionaux : Dolomites Frioulanes-Forni di Sopra et Préalpes Juliennes.
- Des réserves naturelles : Cucco, Rio Branco, Lago di Cornino, Val Alba, Valle Canal Novo e Foci dello Stella.
- De nombreux biotopes naturels : tourbières, sources, prés, magredi, paludi.

## Économie
L'agriculture de plaine a un rôle majeur dans la production de maïs, de soja, de betteraves à sucre, de fruits et de légumes. Il existe une viticulture très spécialisée qui garantit du vin de grande qualité (AOC Friuli Grave, Friuli Aquileia, Friuli Latisana, Friuli Annia, Colli Orientali del Friuli). Les produits les plus connus sont le jambon cru de San Daniele del Friuli, le speck frioulan de Sauris, le fromage montasio du haut-frioul, la pâtisserie gubana de Cividale del Friuli, les vins blancs des collines orientales et la grappa frioulane.
En ce qui concerne l'industrie, il y a comme d'habitude dans le nord-est de l'Italie, des petites et moyennes entreprises à gestion familiale, dans les secteurs agro-alimentaire, métallurgiques, mécaniques, textiles, du bois et de la production de meubles.
Mais il y a aussi des entreprises de dimension majeure, comme Danieli SpA à Buttrio, leader mondial dans la réalisation d'implantations sidérurgiques et aciéries.
Le tourisme balnéaire, « vert » et « blanc » s'y développe fortement, ainsi que l'artisanat d'art. Le secteur tertiaire aussi.

## Culture
La langue majoritaire de la province est le frioulan, langue minoritaire reconnue, rétho-romane, cousine du ladin et du romanche, avec deux dialectes : centre-oriental et carnique. C'est la seule province de la région FVG où l'italien n'est pas la langue la plus parlée. Le slovène et l'allemand y sont également des langues minoritaires reconnues.
La province possède quatre sites classés UNESCO : Cividale del Friuli, Aquilée, Palmanova et les Dolomites frioulanes.

## Tourisme
Le tourisme est très varié : les monuments des villes, les musées, les richesses naturelles, la gastronomie locale dont les produits typiques sont, entre autres, la polenta, le goulache, la cueste (travers de porc grillé), la lujane (saucisse grillée aux herbes), le baccalà (morue), le frico (fromage Montasio ou autre et pommes de terre frites à la poêle), le pistum (gnocchis de pain râpé, pétris avec du sucre, des œufs, des herbes aromatiques et du raisin sec et du bouillon de viande), les cjarzons (« agnolotti » carniques), le muset et la brovada (saucisse relevée accompagnée de navets blancs macérés dans du marc de raisin et frits avec du lard, des oignons et du persil), la gubana (pâtisserie fourrée aux noix, amandes, raisins secs, pignons, orange confite, beurre et liqueur), le speck frioulan de Sauris, le jambon cru de San Daniele montrent un potentiel touristique en perpétuel développement, du fait de sa situation géographique et des efforts constants de la population, ces 30 dernières années. L'important tourisme gastronomique est axé sur les routes du jambon cru, du fromage Montasio et des vins.
Actuellement, le secteur le plus développé de la province est le tourisme balnéaire avec les plages de Lignano, la plus fréquentée du littoral adriatique nord-est, par une clientèle diversifiée, italienne de proximité, européenne de l'ouest (autrichienne, allemande, suisse, néerlandaise, peu de francophones) et de l'est et scandinave (slovène, croate, hongroise, tchèque, polonaise, russe, danoise, suédoise). Quelques lacs naturels et artificiels du Haut-Frioul attirent les passionnés de sports de plein air et de baignade : Verzegnis, Sauris, Trasaghis, Fusine, Predil. D'autres préfèrent se baigner dans les torrents et la pratique des sports d'eaux vives.
Suit le tourisme de sports d'hiver et d'été du Haut-Frioul (Dolomites Frioulanes, Alpes carniques, Préalpes et Alpes juliennes) : les stations de Ravascletto-Zoncolan, Forni di Sopra, Tarvisio, Chiusaforte-Sella Nevea sont les plus fréquentées par une clientèle régionale, nationale et européenne. D'autres petites stations familiales tirent leur épingle du jeu : Ampezzo, Forni Avoltri, Verzegnis-Sella Chianzutan, Sauris, Paluzza-Timau, Paularo, Malborghetto-Valbruna et Pontebba-Passo Pramollo. Deux parcs naturels régionaux attirent aussi les amateurs de silence, de sports nature, de faune et de flore alpines : les Dolomites Frioulanes (classées au Patrimoine Mondial de l'Unesco) et les Préalpes juliennes.
Quelques villes et villages d'art ou historiques sont également visités comme Cividale del Friuli, Aquileia, Palmanova, Villa Manin à Passariano di Codroipo, San Daniele del Friuli, Gemona del Friuli, Venzone, Tolmezzo et Sauris.
Arta Terme, en Carnia et Lignano, sur l'Adriatique sont des stations thermales.
Enfin, le chef-lieu de province Udine a un tourisme culturel, gastronomique, d'art et d'affaires.

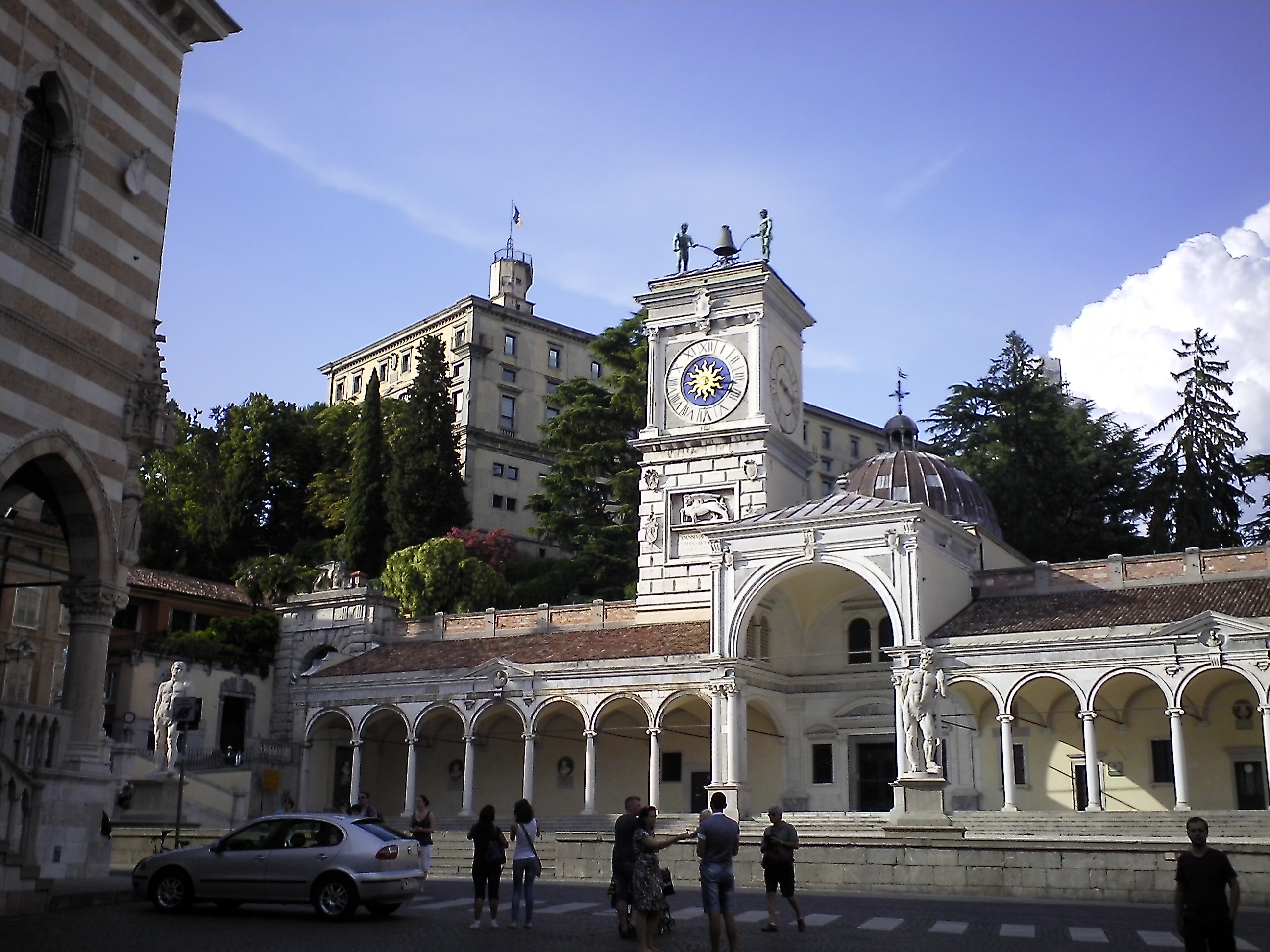
Udine : le piazza Libertà et le château.
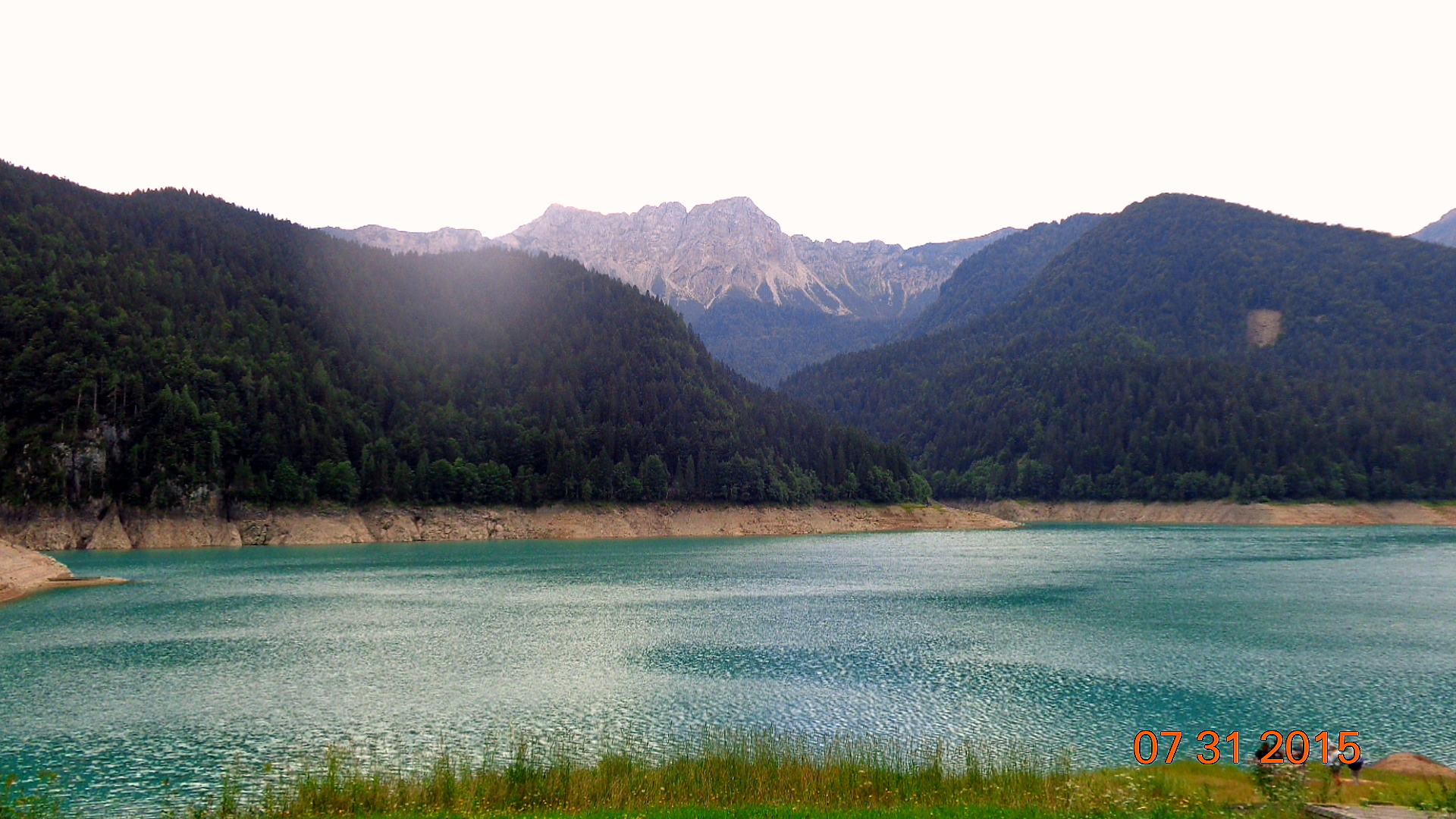
Lac de Sauris.
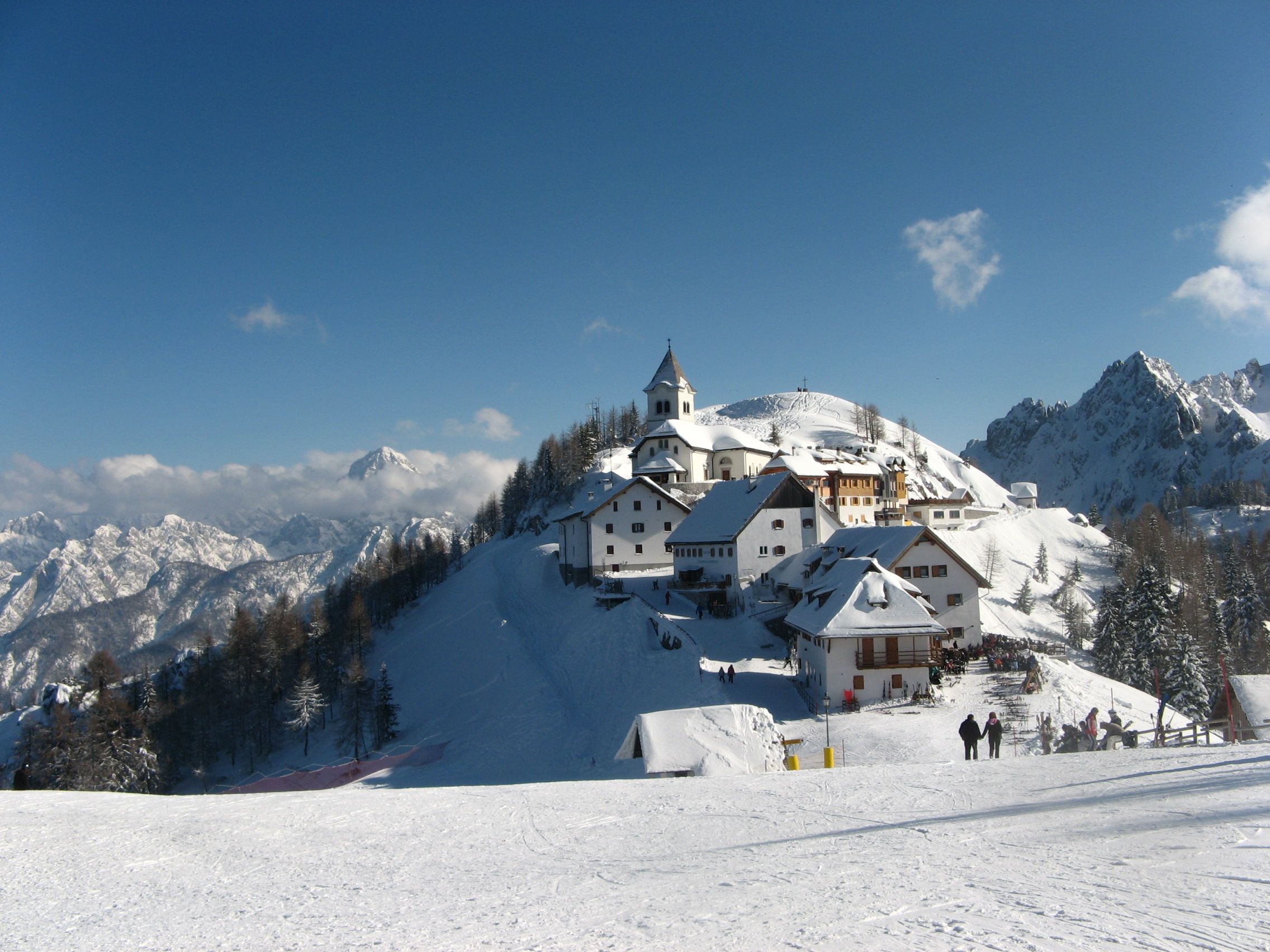
Le sanctuaire du Mont Lussari, à Tarvisio.
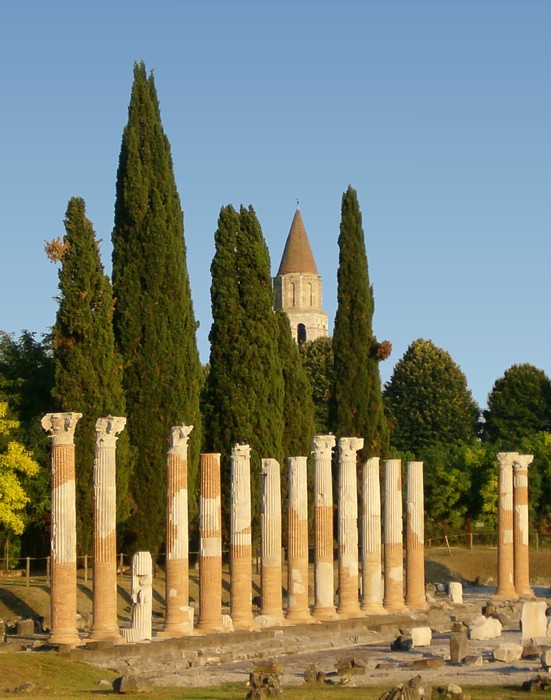
Vue d'Aquilée : au premier plan le forum romain, au fond le campanile de la basilique.
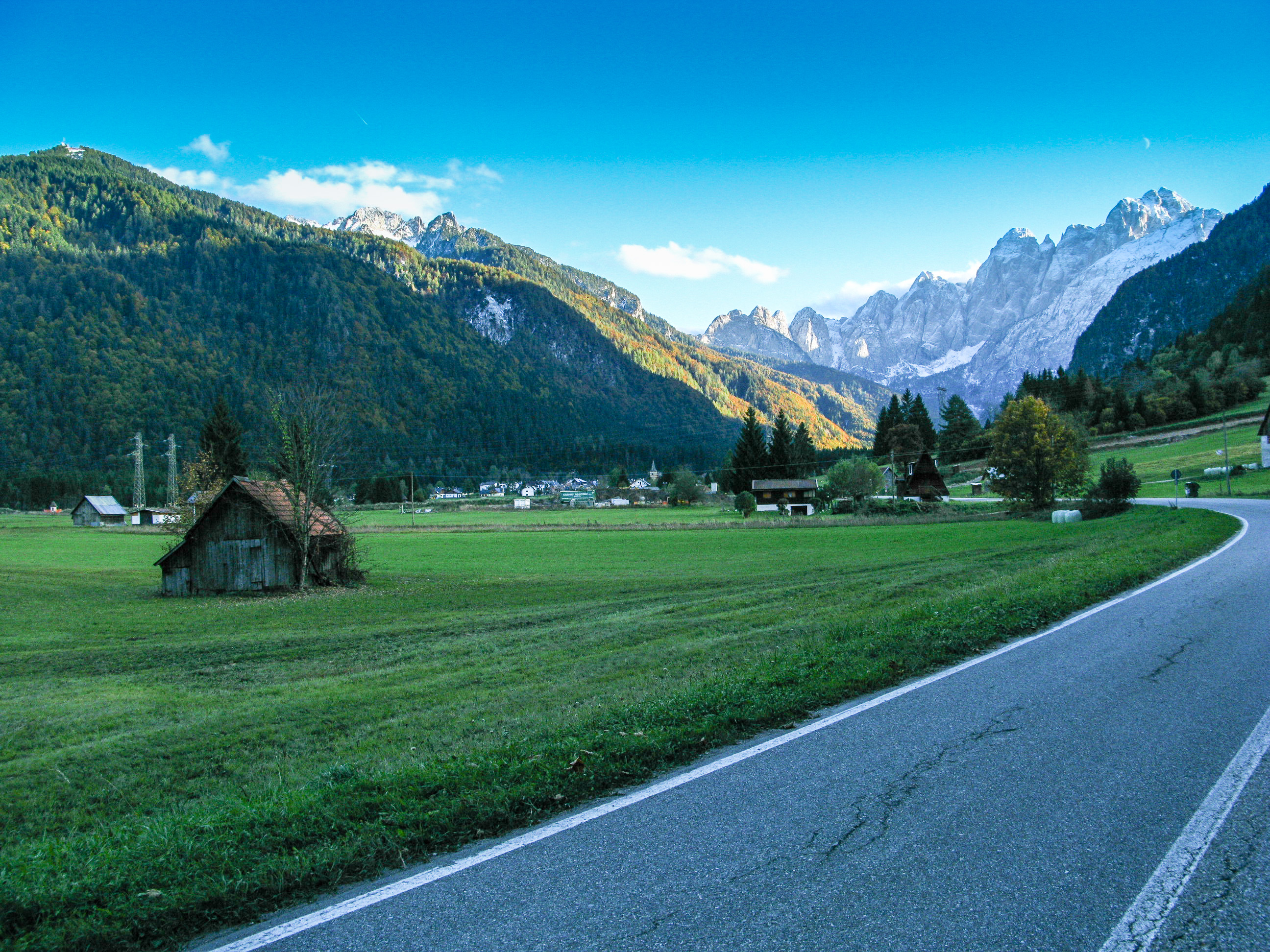
Valbruna et le massif du Montasch.

### Transports
La province d'Udine est traversée de nombreuses routes, autoroutes et voies ferrées. La route nationale 13, qui part de Venise, dessert notamment les villes d'Udine, de Gemona del Friuli et de Tarvisio en remontant au nord-est dans la vallée de la Fella, un affluent du Tagliamento. La province est desservie par deux autoroutes : l'autoroute A4, qui part de Milan et se termine à Trieste, traversant le sud de la province ; l'autoroute A23, qui relie l'A4, via un échangeur situé à Palmanova, à la frontière autrichienne située à proximité de Tarvisio, et dessert notamment la ville d'Udine. La ligne ferroviaire Venise-Trieste dessert la province y compris la ville d'Udine ; la gare d'Udine est également le point de départ de la Pontebbana, qui traverse entre autres Gemona del Friuli, Venzone, Pontebba et Tarvisio avant de rejoindre la frontière autrichienne.